# Hark! The Village Wait
| Recensione              | Giudizio          |
| ----------------------- | ----------------- |
| AllMusic                | [ 1 ]             |
| Sputnikmusic            | 4.0 = (Excellent) |
| Debaser                 | [ 3 ]             |
| Dizionario del Pop-Rock | [ 4 ]             |
| 24.000 dischi           | [ 5 ]             |

Hark! The Village Wait è il primo album del gruppo folk rock inglese degli Steeleye Span, pubblicato dalla RCA Victor nel giugno del 1970. 
Subito dopo l'uscita del disco i coniugi Gay e Terry Woods abbandonarono il gruppo, venendo sostituiti, a partire dal secondo disco, da Peter Knight e Martin Carthy.

## Tracce
Lato A
1. A Calling-On Song – 1:12 (Ashley Hutchings)
2. The Blacksmith – 3:38 (Brano tradizionale, arrangiamento degli Steeleye Span)
3. Fisherman's Wife – 3:12 (Ewan MacColl)
4. Blackleg Miner – 2:44 (Brano tradizionale, arrangiamento degli Steeleye Span)
5. Dark-Eyed Sailor – 5:57 (Brano tradizionale, arrangiamento degli Steeleye Span)
6. Copshawholme Fair – 2:35 (Brano tradizionale, arrangiamento degli Steeleye Span)

Lato B
1. All Things Are Quite Silent – 2:37 (Vaughan Williams (trascrizione))
2. The Hills of Greenmore – 4:00 (Brano tradizionale, arrangiamento degli Steeleye Span)
3. My Johnny Was a Shoemaker – 1:10 (Brano tradizionale, arrangiamento degli Steeleye Span)
4. Lowlands of Holland – 5:59 (Brano tradizionale, arrangiamento degli Steeleye Span)
5. Twa Corbies – 2:05 (Brano tradizionale, arrangiamento degli Steeleye Span)
6. One Night as I Lay on My Bed – 3:30 (H.E.D. Hammond (trascrizione))

## Musicisti
A Calling-On Song
- Maddy Prior - voce
- Tim Hart - voce
- Gay Woods - voce
- Terry Woods - voce

The Blacksmith
- Maddy Prior - voce solista
- Gay Woods - accompagnamento vocale
- Terry Woods - mandola
- Tim Hart - chitarra elettrica
- Ashley Hutchings - basso elettrico
- Gerry Conway - batteria

Fisherman's Wife
- Gay Woods - voce solista, autoharp
- Maddy Prior - accompagnamento vocale
- Terry Woods - mandola
- Tim Hart - banjo a 5 corde
- Ashley Hutchings - basso elettrico
- Gerry Conway - batteria

Blackleg Miner
- Tim Hart - voce solista, chitarra elettrica
- Maddy Prior - accompagnamento vocale
- Terry Woods - accompagnamento vocale, banjo a 5 corde, chitarra
- Ashley Hutchings - basso elettrico
- Dave Mattacks - batteria

Dark-Eyed Sailor
- Gay Woods - voce solista, concertina
- Maddy Prior - accompagnamento vocale
- Terry Woods - chitarra elettrica
- Tim Hart - dulcimer elettrico
- Ashley Hutchings - basso elettrico
- Gerry Conway - batteria

Copshawholme Fair
- Maddy Prior - voce solista, step dancing
- Tim Hart - dulcimer elettrico
- Terry Woods - concertina, mandolino
- Gay Woods - bodhrán, step dancing
- Ashley Hutchings - basso elettrico
- Gerry Conway - batteria

All Things Are Quite Silent
- Maddy Prior - voce solista
- Gay Woods - accompagnamento vocale
- Terry Woods - chitarra elettrica
- Tim Hart - chitarra elettrica
- Ashley Hutchings - basso elettrico
- Gerry Conway - batteria

The Hills of Greenmore
- Terry Woods - voce solista, chitarra elettrica
- Tim Hart - dulcimer elettrico
- Gay Woods - concertina
- Ashley Hutchings - basso elettrico
- Gerry Conway - batteria

My Johnny Was a Shoemaker
- Gay Woods - voce
- Maddy Prior - voce

Lowlands of Holland
- Gay Woods - voce solista
- Terry Woods - chitarra elettrica
- Tim Hart - fiddle
- Maddy Prior - banjo a 5 corde
- Ashley Hutchings - basso elettrico
- Dave Mattacks - batteria

Twa Corbies
- Maddy Prior - voce
- Gay Woods - voce
- Tim Hart - voce, harmonium
- Terry Woods - chitarra elettrica
- Ashley Hutchings - basso elettrico
- Dave Mattacks - batteria

One Night as I Lay on My Bed
- Maddy Prior - voce solista
- Gay Woods - accompagnamento vocale
- Terry Woods - banjo a 5 corde
- Tim Hart - dulcimer elettrico
- Ashley Hutchings - basso elettrico
- Dave Mattacks - batteria

Note aggiuntive
- Sandy Roberton - produttore
- Registrazioni effettuate al Sound Techniques di Londra (Inghilterra)
- Vic Gamm - ingegnere delle registrazioni
- Brian Ward - fotografie
- Ian Baxter - artwork
- Steeleye Span - note di copertina[9]